# Libkova Voda
Libkova Voda – gmina w Czechach, w powiecie Pelhřimov, w kraju Wysoczyna. 1 stycznia 2014 liczyła 228 mieszkańców.